# 田中優次
田中 優次（たなか ゆうじ、1948年（昭和23年）2月26日 - 2020年 (令和2年) 9月5日）は、日本の実業家。西部ガス代表取締役社長や、同社代表取締役会長、日本ガス協会副会長等を歴任した。

## 人物・経歴
福岡県出身。福岡県立福岡中央高等学校を経て、1972年青山学院大学経営学部卒業、西部ガス入社。1996年総務広報部広報室長。1998年経理部長。2000年理事経理部長。2002年取締役経理部長に昇格。2004年取締役営業総括部長。2005年常務取締役。2007年専務取締役。
2008年から西部ガス代表取締役社長を務め、低価格戦略などを展開した。2011年には液化天然ガス受け入れのためのひびきLNG基地の工事に大手ゼネコンを使わないように要求をしていた工藤会により手榴弾で自宅を襲撃された。2013年代表取締役会長。2019年相談役。
この間、日本ガス協会副会長、九州生産性本部会長、福岡県ラグビーフットボール協会会長、西部ガス硬式野球部後援会長、広島ガス監査役、若築建設取締役、西日本フィナンシャルホールディングス取締役監査等委員等も歴任した。
2020年9月5日、肺炎のため、福岡市博多区の病院で亡くなった。72歳没。